# Place de la Victoire (Verviers)
Pour l’article homonyme, voir Place de la Victoire.
La place de la Victoire est l'une des plus grandes et des plus importantes places du centre de la ville de Verviers (province de Liège, Belgique). Elle se situe devant la gare de Verviers-Central.

## Historique
La place est créée lors de l'édification de la première gare de Verviers au cours du XIXe siècle. 

## Localisation et description
Cette place de l'ouest du centre de Verviers a une superficie approximative de 12 500 m2 en comptant le parvis de la gare. En son centre, le rond-point des Droits de l'Homme reçoit la circulation issue des rues d'Ensival, aux Laines, de la Concorde, du Théâtre, du Palais et de Bruxelles ainsi que l'accès au parvis de la gare de Verviers-Central. La partie supérieure de la place est occupée par un parc arboré comprenant notamment le monument de La Victoire.

## Odonymie
D'abord appelée place de la Gare puis la Chic-Chac la place prend son nom actuel après la Première Guerre mondiale.

## Architecture et patrimoine
Le bâtiment actuel de la gare de Verviers-Central couronné d'un fronton d'esprit baroque est construit à partir de 1925 sur des plans de l'architecte verviétois Émile Burguet. Ce bâtiment est mis en service le 1er février 1930.
Un ensemble d'immeubles aux lignes Art déco est situé des nos 2 à 32 et a été construit en 1931 d'après les plans des architectes L. Stenne et J. Delhaus. Il se prolonge à l'angle de la rue de la Concorde.
La fontaine placée au milieu du rond-point des Droits de l'Homme a été inaugurée en 1999. Elle se compose de 96 jets d’eau circulaires dirigés vers l’intérieur.
Placé sur la partie haute de la place dans un petit parc, le monument de la Victoire réalisé par le sculpteur Frans Paul Jochems et  l'architecte Constant Wilbers a été inauguré le 6 mai 1923 par le duc de Brabant, futur roi Léopold III. Il se compose principalement d'une haute colonne centrale supportant la statue ailée de La Victoire et entourée par des civils et des soldats. 

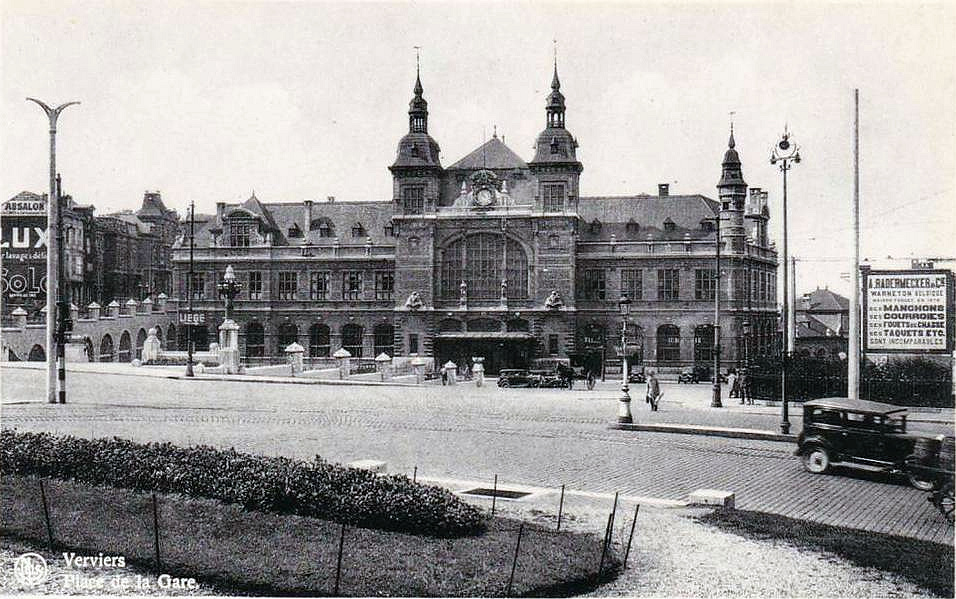
La place dans les années 1930

## Rues adjacentes
- Rue d'Ensival
- Rue aux Laines
- Rue de la Concorde
- Rue du Théâtre
- Rue Renkin
- Rue du Palais
- Rue de Bruxelles

## Activités
La proximité de la gare, les nombreuses lignes de bus et le trafic routier rendent la place très animée.